# Rhinotorus alpinus
Rhinotorus alpinus är en stekelart som först beskrevs av Per Abraham Roman 1909.  Rhinotorus alpinus ingår i släktet Rhinotorus och familjen brokparasitsteklar. Arten är reproducerande i Sverige. Inga underarter finns listade i Catalogue of Life.